# Billy Munro
Billy Munro (* 1894 in Grenada; † 16. Oktober 1969 in Montreal) war ein kanadisch-amerikanischer Pianist und Komponist.
Munro wuchs bei einem Onkel in London auf und studierte Klavier an der Royal Academy of Music und der University College School. Um 1910 ging er zunächst in die USA, wo er in verschiedenen Städten als Stummfilmpianist arbeitete. Ab 1913 lebte er – gleichfalls als Stummfilmpianist – in Montreal. Von 1918 bis 1920 war er Mitglied des Ted Lewis Orchestra, für das er auch komponierte. When My Baby Smiles at Me wurde ein Hit in den USA und wurde in mehreren Filmen, u. a.  in Hold That Ghost (1941) und Behind the Eight Ball (1942) verwendet.
1920 kehrte Munro nach Kanada zurück und wurde Mitglied der Melody Kings. Mit diesem Ensemble spielte er mehrere Aufnahmen bei Herbert Berliners Label Apex ein, darunter eigene Kompositionen  wie I'll Be Here When You Get Back and Music Makes the World Go Round. Von 1925 bis 1929 trat er mit den Melody Kings im Ritz-Carlton-Hotel in Montreal auf.
Später gründete Munro das Carabet Le Frolic (später in Fainsan doré umbenannt) und ein eigenes Tanzorchester, mit dem er u. a. im Chez Maurice, dem Lido und dem Gatineau Country Club engagiert war.
Ab Mitte der 1940er Jahre arbeitete Munro für den Rundfunk. Er hatte ab 1944 ein eigenes Programm beim Sender CKAC und wurde 1946 musikalischer Direktor des neu gegründeten CKVL. Hier leitete er über Jahre das erfolgreiche Programm Les découvertes de Billy Munro und wirkte als Musikdirektor an Jacques Normands Le fantôme au clavier mit. Mit Normand arbeitete er von 1948 bis 1950 im Faisan doré, danach noch bis Mitte der 1960er Jahre in dessen Cabaret-Shows zusammen.

## Quelle
- Library and Archives Canada - The Virtual Gramophone - Billy Munro
- Billy Munro bei IMDb

| Personendaten    | Personendaten                                  |
| ---------------- | ---------------------------------------------- |
| NAME             | Munro, Billy                                   |
| KURZBESCHREIBUNG | amerikanisch-kanadischer Pianist und Komponist |
| GEBURTSDATUM     | 1894                                           |
| GEBURTSORT       | Grenada                                        |
| STERBEDATUM      | 16. Oktober 1969                               |
| STERBEORT        | Montreal                                       |